# Сентрал-Пойнт (Орегон)
Сентрал-Пойнт (англ. Central Point) — город в округе Джэксон в штате Орегон в Соединённых Штатах Америки.
Согласно данным переписи населения США 2020 года число жителей города
составляло 18 997 человек, что, для такого небольшого населённого пункта, существенно больше (+ 10,6 %), чем было во время предыдущей переписи, проводившейся в 2010 году (17 169 человек).

## История
Айзек Констант — колонист поселившийся здесь в 1852 году, назвал это место Сентрал-Пойнт (Центральный пункт) из-за его расположения на перекрестке в середине долины Рог. В этом месте главная дорога с севера на юг из долины Уилламетт встречалась с дорогой между Джексонвиллом и поселениями вдоль реки Рог.
Примерно в 1870 году братья Магрудер открыли в этом месте магазин, а в 1872 году здесь было основано первое отделение Почтовой службы США под названием Сентрал-Пойнт.

## География
Город расположен на высоте около 1272 футов (388 метров) вдоль шоссе U.S. Route 99 и межштатной автомагистрали I-5 к северо-западу от Медфорда. Джэксонвилл находится на юге, а Голд-Хилл на северо-западе.
Согласно данным Бюро переписи населения США, общая площадь города составляет 3,90 квадратных мили (10,10 км2), всю эту территорию занимает суша.